# Seznam divadel v Praze
Seznam divadel v Praze obsahuje stálé scény, zaniklá divadla i divadelní soubory bez stálé scény v Praze.

## Stálé scény
- A studio Rubín
- Alfred ve dvoře
- Branické divadlo
- Činoherní klub
- Dejvické divadlo
- Divadlo ABC
- Divadélko Al-yxír
- Divadlo Archa
- Divadlo Broadway
- Divadlo Bez zábradlí
- Divadlo D21 (bývalé Malé Vinohradské divadlo)
- Divadlo DISK
- Divadlo Hybernia
- Divadlo Horní Počernice (bývalé kino)
- Divadlo Kalich
- Divadlo Komedie
- Divadlo Metro
- Divadlo Minor
- Divadlo Na Fidlovačce
- Divadlo Na Jezerce
- Divadlo Na Prádle
- Divadlo Na Rejdišti
- Divadlo na Vinohradech
- Divadlo Na zábradlí
- Divadlo Orfeus
- Divadlo Pod Palmovkou (bývalé divadlo S. K. Neumanna)
- Divadlo Ponec
- Divadlo Radka Brzobohatého
- Divadlo Reduta
- Divadlo Rokoko
- Divadlo Studio Dva
- Divadlo Spejbla a Hurvínka
- Divadlo U Hasičů
- Divadlo U Valšů
- Divadlo Ungelt
- Divadlo v Celetné
- Divadlo v Dlouhé (bývalé Divadlo Jiřího Wolkera)
- Divadlo v Řeznické
- Divadlo Viola
- Divadlo Vosto5 (hraje ve Vzletu)
- Hudební divadlo Karlín
- Jatka78
- Komorní činohra
- RockOpera Praha (budova) - (bývalé Divadlo Milénium)
- RockOpera Praha (umělecký soubor)
- Malostranská beseda
- Národní divadlo
- Semafor
- Stavovské divadlo
- Státní opera Praha (bývalé Smetanovo divadlo)
- Strašnické divadlo
- Studio Ypsilon
- Švandovo divadlo na Smíchově (bývalé Realistické divadlo Zdeňka Nejedlého a Divadlo Labyrint)
- Žižkovské divadlo Járy Cimrmana

## Soubory a divadla bez stálé scény
- ČSHPČR - Divadlo v okovech
- Depresivní děti touží po penězích
- Divadlo na houpacím koni - Kobylisy

## Zaniklá divadla
- Červená sedma
- Divadélko pro 99
- Divadélko ve Smetanově muzeu
- Divadlo D 34
- Divadlo Dada
- Divadlo Hudby
- Divadlo Jiřího Grossmana
- Městské divadlo Na poříčí
- Divadlo 5. května
- Divadlo pod Plachtou
- Divadlo Vlasty Buriana
- Divadlo Za branou
- Legie malých
- Nové divadlo
- Osvobozené divadlo
- Pražské dětské divadlo (Míla Mellanová a skupina)
- Uranie
- Vesnické divadlo

## Ostatní
- Lesní divadlo Krč
- Přírodní divadlo Divoká Šárka